# Nikita Alexandrowitsch Gudoschnikow
Nikita Alexandrowitsch Gudoschnikow (* 21. November 1994) ist ein ehemaliger russischer Tennisspieler.

## Karriere
Nikita Gudoschnikow spielte nur sehr wenige Turniere während seiner aktiven Zeit. Sein erstes Turnier war gleich eines der ATP World Tour, der höchsten Kategorie im Herrentennis. Hier bekam er in der Einzelqualifikation und im Doppel jeweils eine Wildcard. Im Einzel verlor er gegen Iwan Nedelko genau wie im Doppel gegen Lukáš Lacko und Igor Zelenay sehr deutlich. An derselben Stelle verlor er ein Jahr später im Einzel erneut – diesmal gegen Aljaksandr Bury. Bei seinen weiteren Turnierteilnahmen im Einzel, allesamt Turniere der ITF Future Tour, konnte er kein einziges Match gewinnen.
In der Weltrangliste konnte er sich nie, weder im Einzel noch im Doppel, platzieren. Im September 2016 spielte er sein letztes Turnier.